# Bakowce (rejon żydaczowski)
Bakowce – wieś na Ukrainie w rejonie lwowskim należącym do obwodu lwowskiego.

## Położenie
Na podstawie Słownika geograficznego Królestwa Polskiego i innych krajów słowiańskich: Bakowce to wieś w powiecie bóbreckim, 17 km od Bóbrki, 4 km od stacji pocztowej Strzeliska Nowe.

## Historia
W 1603 r. Mikolaj Ostroróg h. Nałęcz (1567-1612) uzyskał Bakowce (również Trybuchowce, Rzepichów (Repechów) w ziemi lwowskiej.). 
W II Rzeczypospolitej wieś położona w powiecie bóbreckim województwa lwowskiego. W marcu 1944 r. nacjonaliści ukraińscy  z OUN-UPA zamordowali tutaj 4 Polaków.
Urodził się tu Stanisław Zygmunt Widacki (ur. 27 kwietnia 1883, zm. w kwietniu 1940 w Kijowie) – polski samorządowiec, działacz społeczny, polityk, poseł na Sejm w II RP IV kadencji (1935-1938), ostatni przedwojenny polski burmistrz Tarnopola (1934-1939), pułkownik piechoty Wojska Polskiego, ofiara zbrodni katyńskiej.